# Vorontsovka (Sochi, Krasnodar)
Vorontsovka (del ruso: Воронцовка) es un seló del distrito de Ádler de la unidad municipal de la ciudad-balneario de Sochi, en el krai de Krasnodar de Rusia, en el sur del país (Cáucaso occidental). Está situado en la orilla izquierda del Bolshaya Josta, 16 km al nordeste de Sochi y 174 km al sureste de Krasnodar. Tenía 127 habitantes en 2010.
Pertenece al municipio Kudepstinski.